# Pristigenys serrula
Pristigenys serrula är en fiskart som först beskrevs av Gilbert, 1891.  Pristigenys serrula ingår i släktet Pristigenys och familjen Priacanthidae. IUCN kategoriserar arten globalt som livskraftig. Inga underarter finns listade i Catalogue of Life.